# Стрельчатка-пси
Стрельчатка-пси (лат. Acronicta psi) — бабочка из семейства совок.
Встречается от Европы и Северной Африки до Северного Ирана, Средней Азии, юга и центра Сибири и Монголии.
Небольшая бабочка, размах крыльев 35—45 мм. Передние крылья беловато-серые, с буроватым оттенком и чёрными стреловидными штрихами у основания и на внешнем поле крыла. Задние крылья буровато-серые, на краях тёмные; обычно светлее у самцов. Этот вид очень похож на стрельчатку-трезубец (Acronicta tridens), различить их можно в большинстве случаев только с помощью анализа гениталий. Однако, как правило, стрельчатка-пси темнее, задние крылья никогда не бывают белыми, что часто свойственно самцам Acronicta tridens. Гусеницы обоих видов сильно различаются. Лёт бабочек происходит в мае — июне. Вид ночной, часто летит на свет, иногда на сахар.
Гусеница беловатая снизу и чёрная сверху с серыми волосками. Имеет красные или оранжевые пятна по бокам и жёлтую полосу вдоль спинки и две боковых полоски. На первом брюшном сегменте сверху есть высокий чёрный выступ (которого никогда нет у стрельчатки-трезубец), а на девятом — чуть меньше. Длина взрослой гусеницы достигает 38—40 мм. Гусеницы появляются во второй половине лета в плодовых питомниках и молодых садах, иногда сильно повреждая листья. Повреждает почти все плодовые культуры.

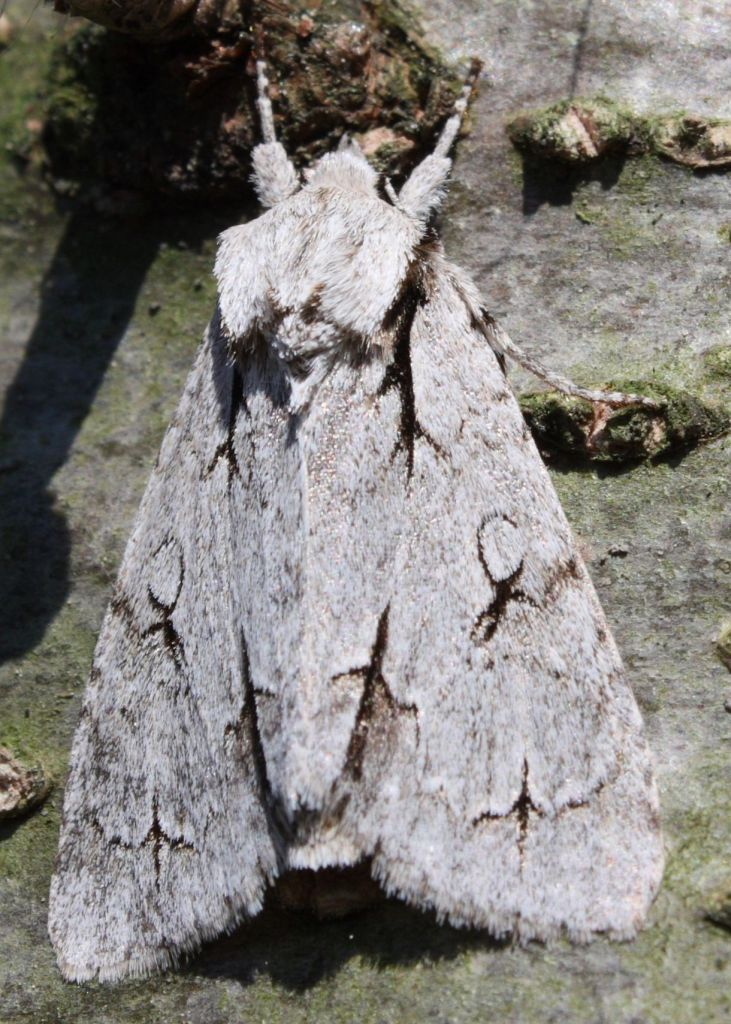
Камуфляж
- Видео молодой гусеницы
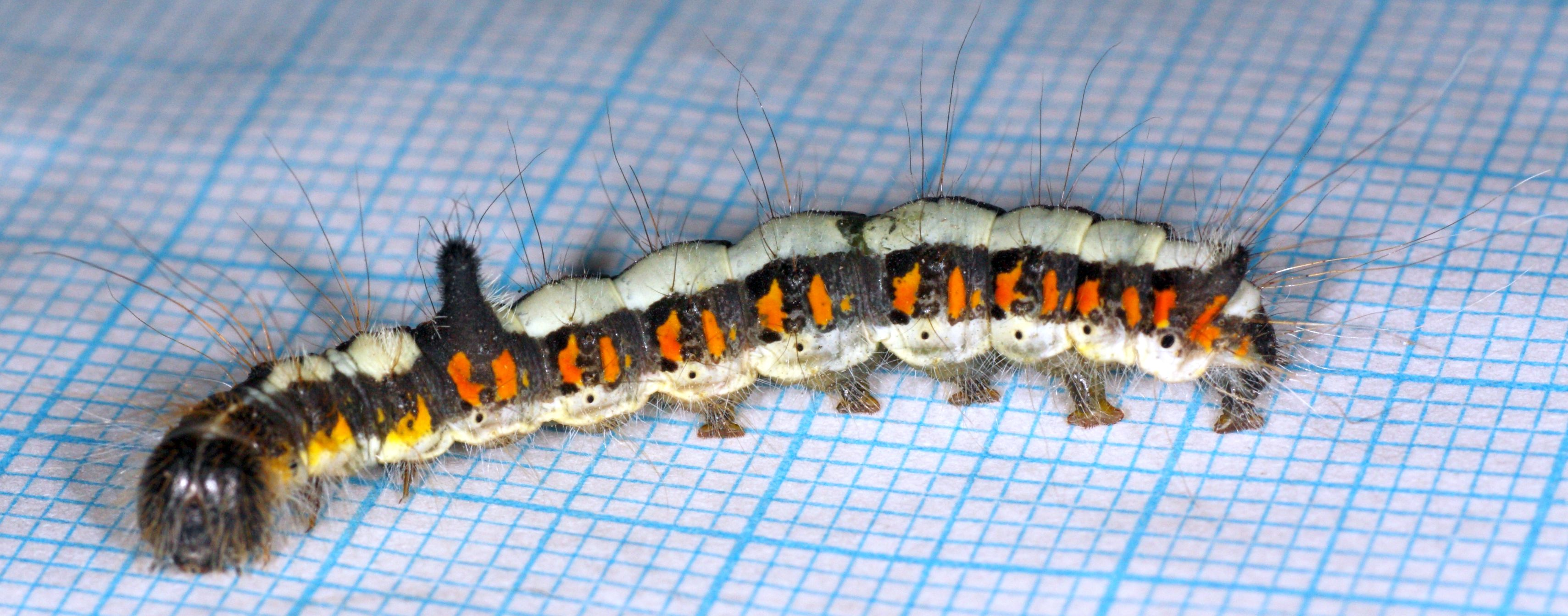
Взрослая личинка в августе
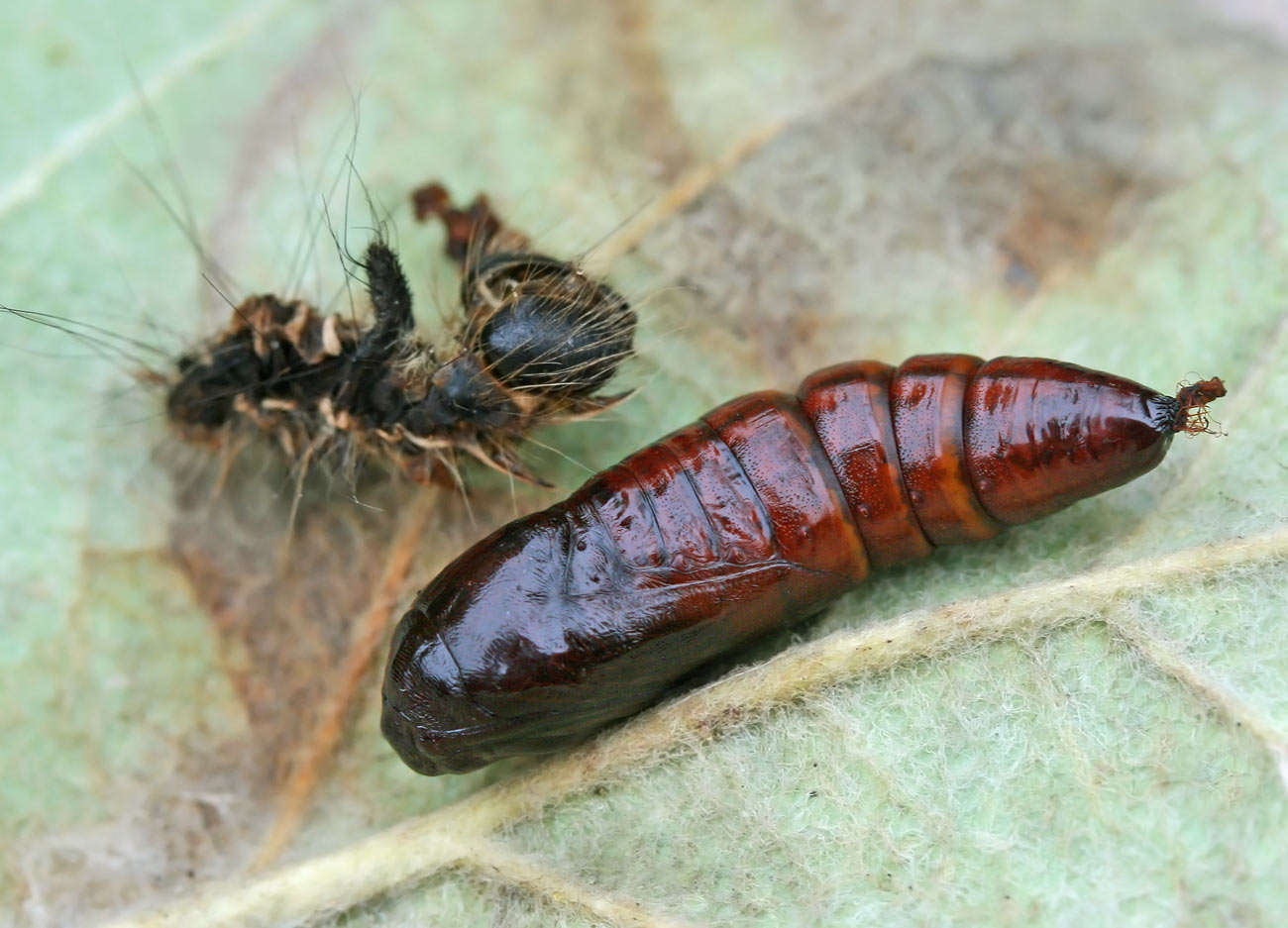
Куколка